# Condado de Worcester (Massachusetts)
O Condado de Worcester (em inglês:  Worcester County) é um dos 14 condados do estado norte-americano de Massachusetts. A sede e maior cidade do condado é Worcester. Foi fundado em 2 de abril de 1731.
O condado possui uma área de 4 090 km², dos quais 3 913 km² estão cobertos por terra e  177 km² por água, uma população de 798 552 habitantes, e uma densidade populacional de 204 hab/km² (segundo o censo nacional de 2010). É o segundo condado mais populoso de Massachusetts.